# Дворец Гаррахов
Дворец Гаррахов (нем. Palais Harrach) — дворец в Вене, во Внутреннем Городе на площади Фрайунг.
На месте современного дворца некогда стояли три соединённых между собой небольших жилых дома. В 1626 году это сооружение приобрёл имперский граф Карл Гаррах. В 1658 году Гаррахи уступили эту собственность семье Ауэрспергов. В 1683 году, незадолго до второй турецкой осады Вены, это жилое здание выгорело и было перепродано ещё раз. Руины приобрёл посол граф Фердинанд Бонавентура II Гаррах, и земельный участок вновь оказался в собственности Гаррахов. К 1690 году граф Фердинанд Бонавентура Гаррах решил возводить на этом месте дворец в стиле итальянского барокко. Проект дворца разработал архитектор Кристиан Александр Эдтль при участии римского архитектора Доменико Мартинелли. Каменотёсные работы были поручены венскому мастеру Фейту Штейнбёку и итальянцам Джованни Баттиста Пассерини и Себастьяну Регонди.
Во дворце на Фрайунге хранились картины из собрания Гаррахов. В 1944 году дворец потерпел значительные разрушения в результате бомбардировок Второй мировой войны. Восстановление дворца проходило в 1948—1952 годах. В 1994—2003 годах дворец Гаррахов использовался Музеем истории искусств под временные выставки, лекции и концерты. В настоящее время дворцом владеет Фонд Карла Влашека.